# Бранде-Хёрнеркирхен
Бранде-Хёрнеркирхен (нем. Brande-Hörnerkirchen) — община в Германии, в земле Шлезвиг-Гольштейн. 
Входит в состав района Пиннеберг. Подчиняется управлению Хёрнеркирхен.  Население составляет 1595 человек (на 31 декабря 2010 года). Занимает площадь 13,14 км².